# Containerterminal Tollerort

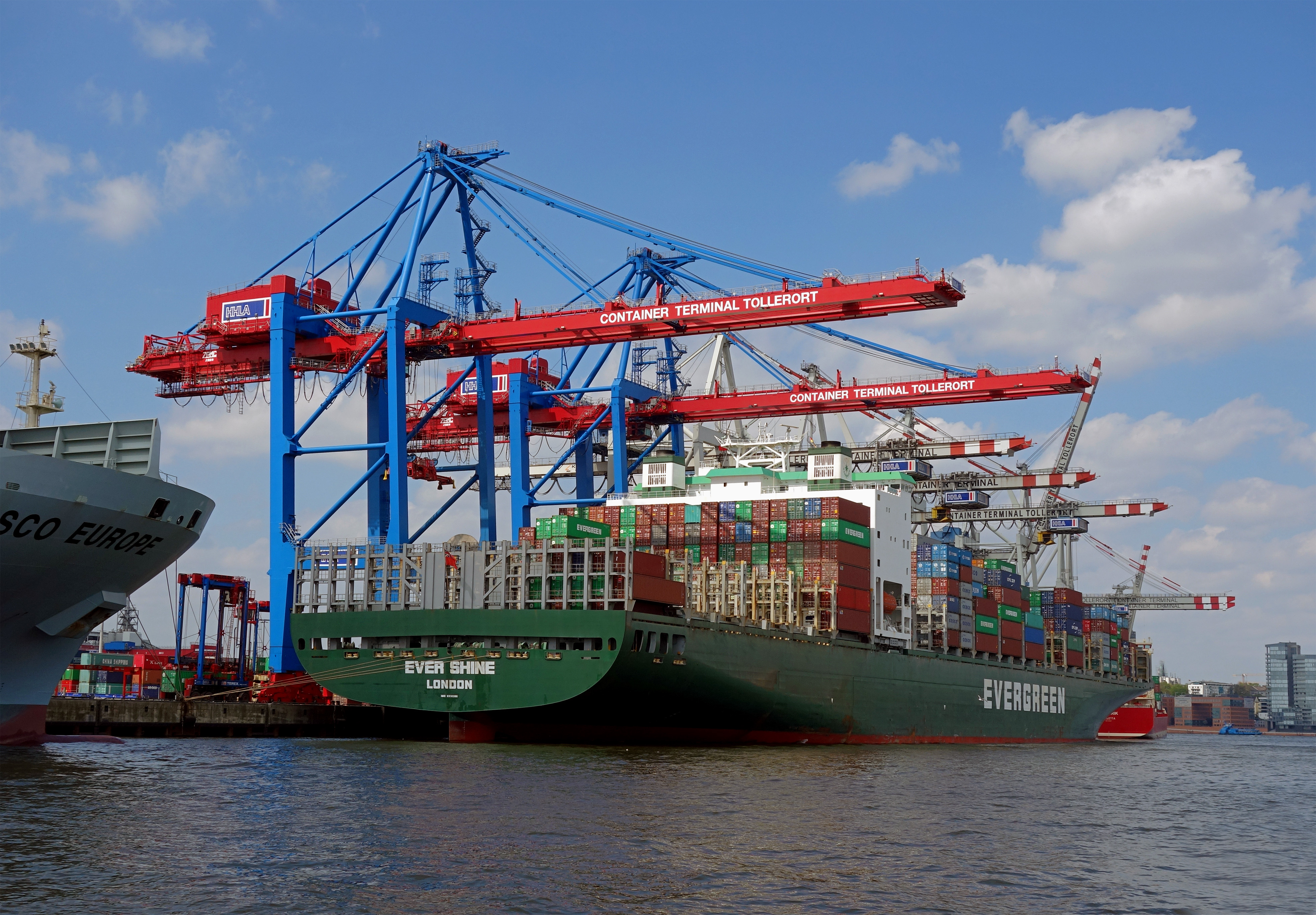
Umschlag der Ever Shine am CTT, Mai 2013

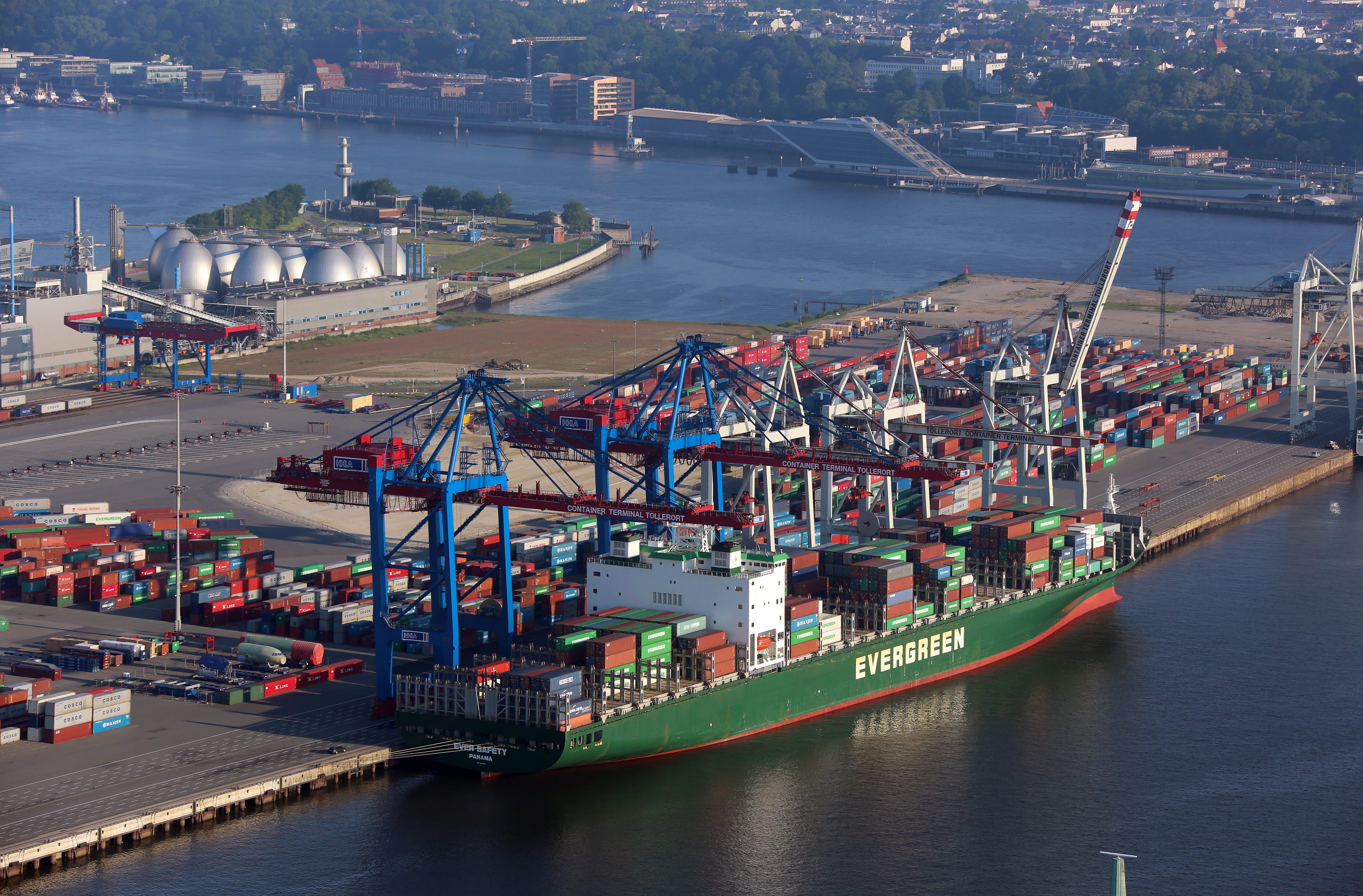
Umschlag der Ever Safety am CTT, Juni 2013

Der Containerterminal Tollerort (CTT) der HHLA ist der kleinste der vier Containerterminals im Hamburger Hafen. Er liegt am Tollerort in Hamburg-Steinwerder östlich der Einmündung des Köhlbrands in die Norderelbe. Der Betrieb des CTT wird manuell durchgeführt.

## Geschichte

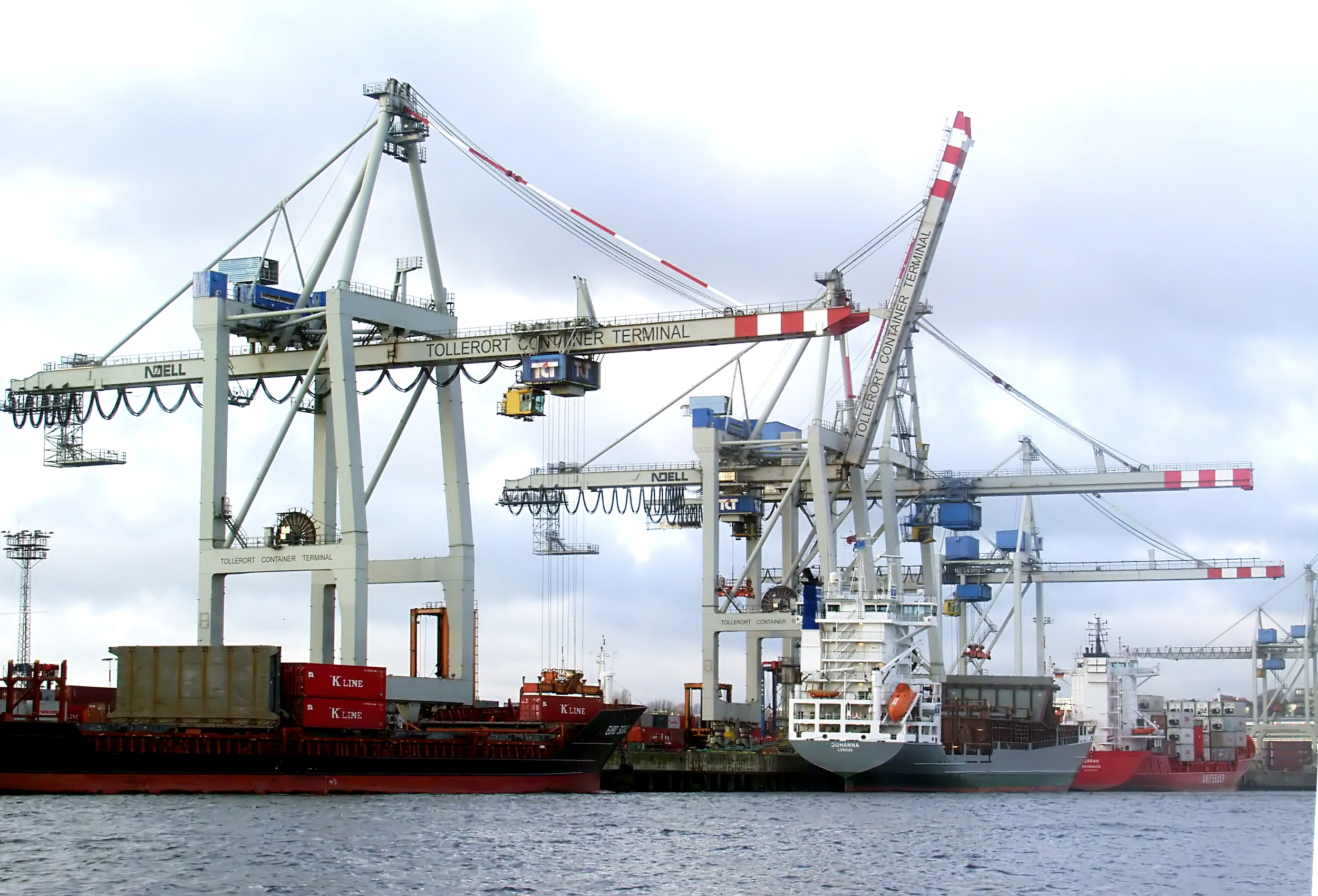
Feederschiffe am CTT, Januar 2004

Finanziert durch das private Konsortium Lager- und Speditions-Gesellschaft – ein damaliges Unternehmen der Buss Group – wurde der Containerterminal CTT 1977 eröffnet, nachdem seit 1968 der Containerterminal Burchardkai im damaligen Hafen Neuhof gewachsen war. Eine erste 48-Tonnen-Containerbrücke am Umschlagplatz Tollerort wurde bereits 1972 in Betrieb genommen. Die Hamburger Hafen und Logistik (HHLA) übernahm den Betrieb des CTT im Jahr 1996. Zur Erweiterung wurde zwischen 1999 und 2003 der Vulkanhafen zugeschüttet, so dass der neue Terminal heute teilweise über den verschütteten U-Boot-Bunkern des Zweiten Weltkriegs (siehe Elbe II) steht. In der Folge konnten zwei weitere Liegeplätze für tiefergehende Schiffe eingerichtet werden. 2008 wurde ein neuer Güterbahnhof eröffnet, der die Kapazität des Terminals verfünffachte.
Im September 2021 vereinbarte die HHLA eine Beteiligung der COSCO Shipping Ports Limited (CSPL), die zur staatlichen China COSCO Shipping Corporation gehört, in Höhe von 35 % am CTT. Im Gegenzug garantierte die HHLA der CSPL eine bevorzugte Abfertigung. Das Bundeswirtschaftsministerium leitete daraufhin eine „sektorübergreifende Investitionsprüfung“ gemäß Außenwirtschaftsgesetz/Außenwirtschaftsverordnung ein. Am 26. Oktober 2022 beschloss das Bundeskabinett eine Teiluntersagung. COSCO/CSPL darf demnach nur einen Anteil von unter 25 % (also unterhalb der Sperrminorität) erwerben. Zudem werden Sonderrechte untersagt, um auch einen atypischen Kontrollerwerb zu verhindern. Nach Abschluss der Investitionsprüfung stufte das zuständige Bundesamt für Sicherheit in der Informationstechnik den Hafen Tollerort im Frühjahr 2023 als Kritische Infrastruktur ein, somit besonders schutzwürdig. Laut HHLA bekomme COSCO/CSPL durch die Beteiligung jedoch keinen Zugriff auf kritische Bereiche wie operativer Betrieb, Kundenbeziehungen und IT-Systeme. Diese seien alle direkt bei der HHLA angesiedelt, die schon seit 2018 als Kritische Infrastruktur eingestuft sei.

## Lage und Anlage
Der 0,6 Quadratkilometer große Terminal liegt in Steinwerder zwischen dessen Kernhafen und dem Köhlbrand nördlich der ehemaligen Vulkanwerft. Er verfügt über einen 1.205 Meter langen Kai mit vier Liegeplätzen, die Schiffe werden mit vierzehn Containerbrücken be- bzw. entladen. Am Terminal können Schiffe der Postpanamax-Klasse abgefertigt werden. Der maximale Tiefgang beträgt 15,1 Meter. Der Containerbahnhof besteht aus fünf jeweils 720 Meter langen Gleisen, an denen auch Ganzzüge abgefertigt werden können. Der CTT dient auch dem Umschlag des kombinierten Verkehrs, so konnten am Hamburger Hafen weitere Kapazitäten geschaffen werden.

## Erschließung
Lastkraftwagen

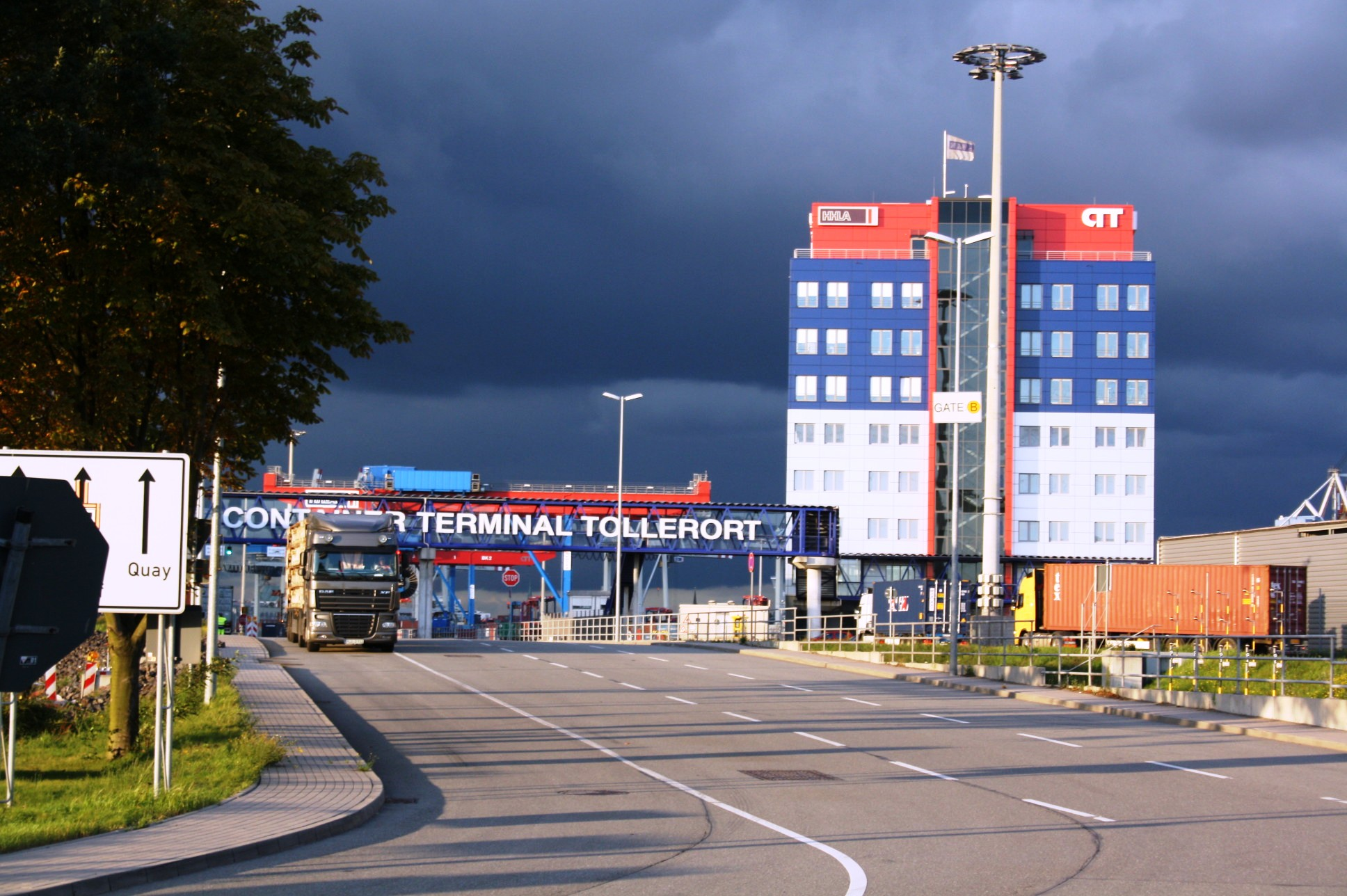
Neue Lkw-Einfahrt zum Container-Terminal Tollerort, September 2013

Die Erschließung für Lastkraftwagen erfolgt über den Rossweg, der mit der Breslauer Straße an die Köhlbrandbrücke angebunden ist. Die wiederum stellt die Verbindung zu den Autobahnen A 1 und A 7 her.
Eisenbahn
Der Containerbahnhof, dessen Gleise beim Kohlenschiffhafen am Köhlbrandhöft enden, ist über die Ellerholzbrücke mit dem Hafenbahnhof Hamburg Süd verbunden. Via Veddel, Wilhelmsburg und Harburg bestehen Verbindungen zu der Bahnstrecke Wanne-Eickel–Hamburg und zur Berlin-Hamburger Bahn. Der Containerbahnhof verfügt auch über Umschlagplätze des kombinierten Verkehrs, so werden hier per Lkw von Städten und Orten am südlichen Elbufer angelieferte Güter auf die Eisenbahn verladen.

## Technische Daten
Betriebliche und technische Daten des Terminals:
- Kaimauer: 1.205 Meter
- Liegeplätze: 4
- Containerbrücken: 14
- Van Carrier: 61
- Bahnkräne: 3
- Gleise: 5
- Lkw-Spuren: 8, in der Abfertigung 36
- 292 Anschlüsse für Kühlcontainer